# Arsen Bačić
Arsen Bačić, hrvaški pravnik, pedagog, * 3. januar 1951, Vela Luka, Korčula, FLRJ. (sedaj Hrvaška)
Arsen Bačić je predavatelj na Pravni fakulteti v Splitu. V letih 2000-2002 je bil dekan fakultete.